# ذبحة صدرية لامستقرة
الذبحة الصدرية غير المستقرة أو ذبحة لامستقرة أو ذبحة غير ثابتة (بالإنجليزية: Unstable angina)‏ هي نوع غير منتظم من الذبحة الصدرية، وتُصنف أيضًا كنوع من متلازمة الشريان التاجي الحادة (ACS).
وقد يكون من الصعب تمييز الذبحة الصدرية غير المستقرة من النوبة القلبية غير مرتفعة الST (عدم وجود الموجة كيو)، حيث يختلفان في المقام الأول في ما إذا كان نقص التروية شديد بما يكفي لإحداث أضرار لخلايا القلب العضلية تكفي لإطلاق كميات من المواد الكاشفة عن الإصابة (عادة تروبونين تي أو تروبونين I). وعادة ما توجد الذبحة الصدرية غير المستقرة في المرضى الذين يعانون من أعراض نقص تروية توحي بوجود متلازمة الشريان التاجي الحادة مع عدم ارتفاع التروبونين، ومع أو بدون تغيرات في تخطيط كهربائية القلب تدل على نقص التروية (على سبيل المثال، انخفاض القطعة ST أو ارتفاعها العابر أو موجة T جديدة منعكسة). ونظرًا لأن ارتفاع التروبونين قد لا يكون قابلاً للكشف لمدة تصل إلى 12 ساعة بعد ظهور الأعراض، فغالبًا لا يمكن التمييز بين الذبحة الصدرية غير المستقرة والنوبة القلبية غير مرتفعة الST عند التقييم الأولي.

## الفسيولوجيا المرضية
الفيزيولوجيا المرضية للذبحة الصدرية غير المستقرة أمر مثير للجدل. وحتى وقت قريب، كان من المفترض أن الذبحة الصدرية غير المستقرة هي الذبحة الصدرية الناجمة عن اختلال لويحات تصلب الشرايين مع التجلط جزئي، أو ربما الانصمام أو التشنج الوعائي، مما يؤدي إلى نقص تروية عضلة القلب. ومع ذلك، فإن فحوصات التروبونين الحساسة تكشف عن ارتفاع تروبونين القلب في مجرى الدم مع وجود نوبات خفيفة من نقص تروية عضلة القلب، وبما أنه من المفترض أن الذبحة الصدرية غير المستقرة تحدث في وضع نقص تروية عضلة القلب الحاد دون إطلاق التروبونين، فإن مفهوم الذبحة الصدرية غير المستقرة يُجرى التشكيك فيه مع مطالبة البعض بعدم استخدام هذا المصطلح نهائيا.

## التشخيص
تتميز الذبحة الصدرية غير المستقرة بواحدة على الأقل مما يلي:
1. تحدث وقت الراحة أو مع أقل مجهود، وتستغرق عادة أكثر من 20 دقيقة (إذا لم يتم إعطاء النيتروجليسرين)
2. أن تكون شديدة (الدرجة الثالثة من التصنيف الكندي لأمراض القلب والأوعية الدموية على الأقل) وحديثة البداية (خلال شهر واحد)
3. تحدث بنمط تصاعدي (تبدأ مع أقل نشاط، ثم تكون أكثر شدة، أو أكثر طولاً، أو تزداد في التردد عن سابقاً)[11][12]

وسيكون لدى 50% من الأشخاص الذين يعانون من الذبحة الصدرية غير المستقرة دليل على نخر خلايا القلب العضلية اعتمادًا على ارتفاع العلامات الكاشفة في مصل القلب، مثل الكرياتين كيناز، وتروبونين تي أو I، وبالتالي يتم تشخيص النوبة القلبية غير مرتفعة الـST.

## العلاج
يمكن استخدام النيتروجليسرين على الفور لتوسيع الشرايين التاجية، مما يساعد على زيادة تدفق الدم إلى القلب، كما يسبب النيتروجليسرين توسعًا في الوريد والشريان المحيطي، مما يعمل على الحد من طليعة التحميل والحمولة التلوية، وتسمح هذه التخفيضات بتخفيف الضغط على القلب وبالتالي انخفاض الطلب على الأكسجين من خلايا عضلة القلب.
كما يمكن أن تساعد الأدوية المضادة للصفيحات، مثل الأسبرين وكلوبيدوجريل على التقليل من تطور تكوين لويحة تصلب الشرايين، بالإضافة إلى دمجها مع مضاد للتخثر، مثل الهيبارين منخفض الوزن الجزيئي.